# 拟大叶卷柏
拟大叶卷柏（学名：Selaginella decipiens）为卷柏科卷柏属下的一个种。

## 扩展阅读
維基物種上的相關：拟大叶卷柏